# Giftig trattskivling
Giftig trattskivling (Clitocybe dealbata) är en svampart i familjen Tricholomataceae. Foten blir 3-6 centimeter hög.